# Anthony Abrams
Pour les articles homonymes, voir Abrams.
Anthony Joseph Abrams, né le 3 octobre 1979 à Georgetown au Guyana, est un footballeur guyanien. Il évolue au poste d'attaquant.

## Biographie

### Carrière en club
Abrams fait son apparition dans la GFF Super League au début des années 2000 avant de s'expatrier en 2006 vers le Joe Public FC de la TT Pro League de Trinité-et-Tobago. En raison de son faible temps de jeu, il retourne au Guyana pour jouer à l'Alpha United FC, le club le plus titré du pays. En 2007, il revient à Trinité-et-Tobago et signe avec le Caledonia AIA mais n'arrive pas à s'imposer et rentre au Guyana, toujours à l'Alpha United. 
En 2008, il tente une expérience au voisin Suriname en jouant pour le SV Leo Victor, de la SVB-hoofdklasse, où il marque les esprits en terminant meilleur buteur du championnat 2008-09 avec 22 buts en seulement 12 matchs disputés. De retour à l'Alpha United, il est sacré champion quatre fois entre 2010 et 2014 (voir palmarès). Il participe notamment au tour préliminaire de la Ligue des champions de la CONCACAF 2011-12 en marquant un but contre le CS Herediano du Costa Rica.
Transféré en 2015 au Slingerz FC, il est sacré une nouvelle fois champion du Guyana lors de la saison 2015-16.

### Carrière en sélection
Convoqué pour la première fois en équipe nationale du Guyana, le 28 février 2004, face à la Grenade, en match d'éliminatoires du Mondial 2006, Abrams va disputer en tout dix matchs de qualification à la Coupe du monde (un but marqué) en 2006, 2010 et 2014. Il participe aussi avec sa sélection à deux phases finales de la Coupe caribéenne des nations en 2007 et 2010.
Auteur de 15 buts en 57 sélections, Abrams est considéré comme l'un des joueurs les plus importants du Guyana.

#### Buts en sélection
| Buts en sélection d'Anthony Abrams | Buts en sélection d'Anthony Abrams | Buts en sélection d'Anthony Abrams                                                         | Buts en sélection d'Anthony Abrams | Buts en sélection d'Anthony Abrams | Buts en sélection d'Anthony Abrams | Buts en sélection d'Anthony Abrams |
|                                    | Date                               | Lieu                                                                                       | Adversaire                         | Score                              | Résultat                           | Compétition                        |
| ---------------------------------- | ---------------------------------- | ------------------------------------------------------------------------------------------ | ---------------------------------- | ---------------------------------- | ---------------------------------- | ---------------------------------- |
| 1.                                 | 13 février 2005                    | Barbados National Stadium, Bridgetown (Barbade)                                            | Barbade                            | 3-3                                | 3-3                                | Amical                             |
| 2.                                 | 30 septembre 2005                  | MacKenzie SC Ground, Linden (Guyana)                                                       | Dominique                          | 1-0                                | 3-0                                | Amical                             |
| 3.                                 | 24 février 2006                    | MacKenzie SC Ground, Linden (Guyana)                                                       | Antigua-et-Barbuda                 | 1-0                                | 2-1                                | Amical                             |
| 4.                                 | 26 février 2006                    | GFC Ground, Georgetown (Guyana)                                                            | Antigua-et-Barbuda                 | 2-0                                | 4-1                                | Amical                             |
| 5.                                 | 6 septembre 2006                   | Ergilio Hato Stadion, Willemstad (Antilles néerlandaises)                                  | Suriname                           | 0-5                                | 0-5                                | QCAR 2007                          |
| 6.                                 | 8 septembre 2006                   | Ergilio Hato Stadion, Willemstad (Antilles néerlandaises)                                  | Antilles néerlandaises             | 0-4                                | 0-5                                | QCAR 2007                          |
| 7.                                 | 27 janvier 2008                    | Arnos Vale Sports Complex, Kingstown (Saint-Vincent-et-les-Grenadines)                     | Saint-Vincent-et-les-Grenadines    | 1-2                                | 2-2                                | Amical                             |
| 8.                                 | 22 février 2008                    | MacKenzie SC Ground, Linden (Guyana)                                                       | Cuba                               | 1-1                                | 2-1                                | Amical                             |
| 9.                                 | 15 octobre 2010                    | André Kamperveen Stadion, Paramaribo (Suriname)                                            | Antilles néerlandaises             | 2-0                                | 3-2                                | QCAR 2010                          |
| 10.                                | 7 octobre 2011                     | Barbados National Stadium, Bridgetown (Barbade)                                            | Barbade                            | 0-1                                | 0-2                                | QCM 2014                           |
| 11.                                | 22 février 2012                    | Grenada National Stadium, St. George's (Grenade)                                           | Grenade                            | 1-1                                | 1-2                                | Amical                             |
| 12.                                | 22 mars 2012                       | Stade Edmard-Lama, Remire-Montjoly (Guyane)                                                | Guyane                             | 0-1                                | 0-2                                | Amical                             |
| 13.                                | 2 mai 2012                         | Stade Georges-Gratiant, Le Lamentin (Martinique)                                           | Martinique                         | 1-1                                | 2-2                                | Amical                             |
| 14.                                | 4 juin 2016                        | Addelita Cancryn Junior High School Ground, Charlotte Amalie (Îles Vierges des États-Unis) | Îles Vierges des États-Unis        | 0-5                                | 0-7                                | QCAR 2017                          |
| 15.                                | 4 juin 2016                        | Addelita Cancryn Junior High School Ground, Charlotte Amalie (Îles Vierges des États-Unis) | Îles Vierges des États-Unis        | 0-7                                | 0-7                                | QCAR 2017                          |

## Palmarès

### En club
Alpha United FC
- Champion du Guyana en 2010, 2012, 2012-13 et 2013-14.

 Slingerz FC
- Champion du Guyana en 2015-16[4].

### Distinctions individuelles
SV Leo Victor
- Meilleur buteur du championnat du Suriname en 2008-09 (22 buts)[1].